# Kasteel van Lucinière
Het Kasteel van Lucinière (Frans: Château de Lucinière) is een kasteel in de Franse gemeente Joué-sur-Erdre. Het kasteel is een beschermd historisch monument sinds 1985.